# Piz Cambrena
Piz Cambrena ( [ˌpitskɐmˈbreːnɐ]?/i) je horský štít o nadmořské výšce 3606 m nalézající se ve Švýcarských Alpách. Jeho východní vrchol má nadmořskou výšku 3602 m n. m. Nachází se v horské skupině Bernina. Na jeho západním úbočí se nachází ledovec Pers a pod ním na východě končí údolí Puschlav s jezerem Lago Bianco. Na jihozápadě se nachází horský štít  Piz Palü o nadmořské výšce 3 900 m. 